# Discoglossus jeanneae
Discoglossus jeanneae és una espècie d'amfibi anur de la família Discoglossidae endèmica del centre de la península Ibèrica.
Està gairebé amenaçada per la pèrdua del seu hàbitat natural.